# Apicius (kniha)

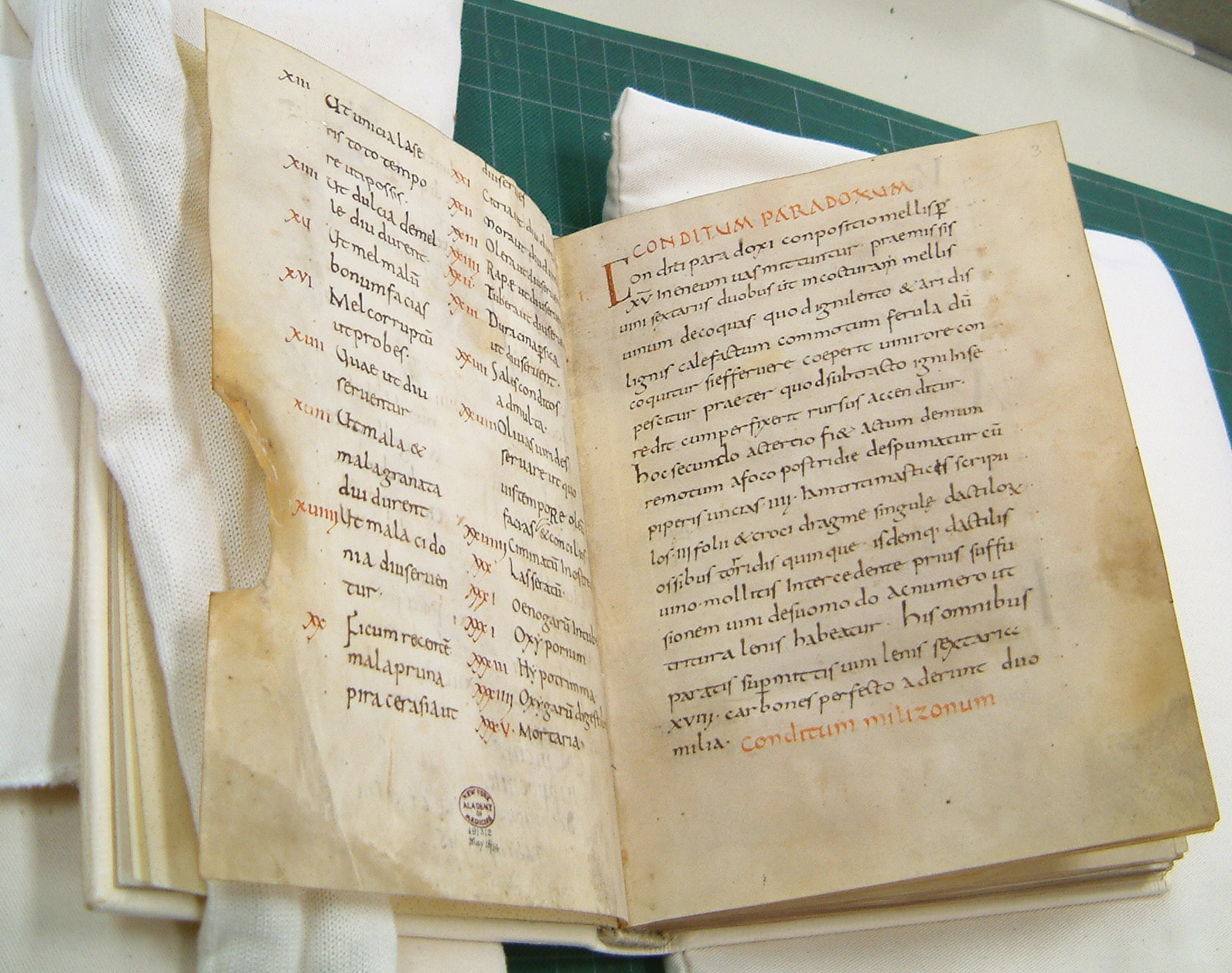
Jedna ze dvou rukopisných kopií Apicia z 9. století sepsaná v klášteře ve Fuldě je od roku 1929 majetkem Newyorské lékařské akademie

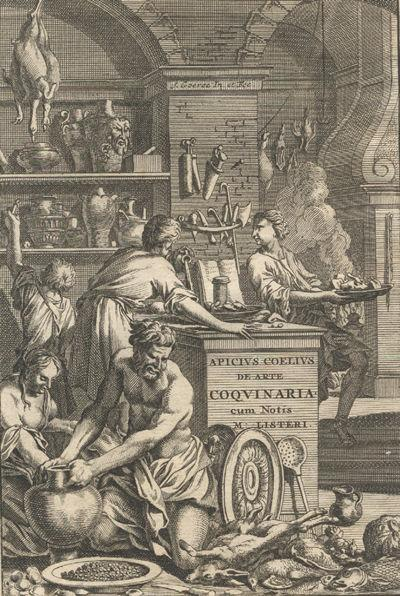
Frontispice vydání z roku 1709 v Amsterdamu

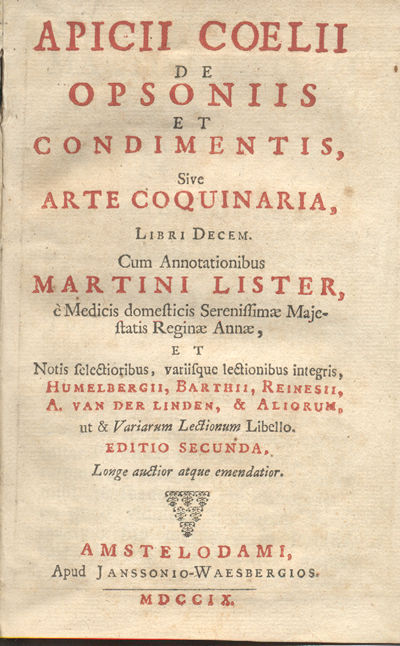
Titulní strana vydání z roku 1709.

Apicius je dodnes zachovaná kuchařská kniha pocházející původně z doby římské, jež byla zkompilována na základě různých, zejména helénistických zdrojů pravděpodobně ve 4. století. Dva stávající rukopisy Apicia pocházejí z 9. století a jde o opisy z dnes již ztraceného archetypu. Uloženy jsou ve Vatikánu a v Newyorské lékařské akademii (New York Academy of Medicine).

## Kapitoly
Text je rozčleněn do deseti částí (knih), z nichž každá má řecký titul psaný latinkou:
1. Epimeles, Pečlivý kuchař
2. Sarcoptes, O sekaném mase
3. Cepuros, Zahradník
4. Pandecter, Všehochuť
5. Ospreon, Luštěninář
6. Aëropetes, Ptáci
7. Polyteles, Labužník
8. Tetrapus, Čtvernožci
9. Thalassa, Moře
10. Halieus, Rybář

## Název
Název Apicius si sbírka receptů zjevně "půjčila" od některého z gurmánů tohoto jména - v úvahu připadá obzvláště Marcus Gavius Apicius, žijící někdy kolem přelomu letopočtů, v dobách císařů Augusta (27 před n. l. - 14) a Tiberia (14 - 37). Cognomen "Apicius" však také nebylo vlastním jménem Marca Gavia: dostal jej na základě své pověsti labužníka a milovníka luxusu zřejmě podle proslulého gurmána Apicia, žijícího v 90. letech před n. l. Řecký gramatik a řečník Athénaios (2. - 3. stol.) kromě těchto dvou Apiciů vzpomíná ještě dalšího, který z vojenského tažení v Mezopotámii poslal čerstvé ústřice císaři Trajánovi (98 - 117).

## Vydání
Začátkem 15. století objevili knihu renesanční humanisté. Krátce nato, po vynalezení knihtisku, začalo dílo vycházet i v tištěné podobě, nejčastěji pod souhrnným názvem De re coquinaria (O umění kuchařském). Jeho autorství se připisovalo Apiciovi Caeliovi (či Coeliovi), což byla ovšem jen domněnka založená z faktu, že jeden z manuskriptů má v záhlaví zkratky INCP API CAE. První vydání (tzv. Editio princeps), vytištěné v Miláně, je z roku 1498 a nese titul Apicius in re quoquinaria. Autorem prvního skutečně kritického vydání Apicia byl lékař Gabriel Humelberg (Curych, 1542). O více než půldruhého století později (Londýn, 1705 a Amsterdam, 1709) ho následoval lékař Martin Lister, synovec Matthewa Listera, dvorního lékaře anglické královny Anny Dánské.
První moderní kritická edice, z pera Cesare Giarratana a Friedricha Vollmera, vyšla v lipském nakladatelství klasických děl Bibliotheca Teubneriana v roce 1922. Toto vydání se stalo výchozím textem pro Barbaru Flowerovou a Elisabeth Rosenbaumovou, autorky prvního relevantního anglického překladu (1958). V Bibliotheca Teubneriana vyšlo v roce 1969 další standardní kritické vydání, jeho autorkou je Mary Ella Milhamová. V roce 2006 vydalo nakladatelství Prospect Books kritickou edici s novým překladem do angličtiny z dílny autorů Christophera Grococka a Sally Graingerové.

## Jazyk
Kniha je velmi zajímavá z hlediska lingvistického. Je psána v tzv. vulgární (tedy hovorové) latině a obsahuje velký počet výpůjček z řečtiny. Oba tyto rysy ukazují na její původ a užívání v řadách gramotných, ale ne až tak úplně vzdělaných lidí - pravděpodobně kuchyňského personálu v zámožných domácnostech. Lze ji srovnat se zachovalými řeckými kuchařskými knihami autorů jako Chrýsippos z Tyany (2. nebo 1. stol. př. n. l.). Styl těchto řeckých kuchařek je však důkladnější. V Apiciovi lze jen velmi zřídka najít recept, který by specifikoval množství použitých surovin. Metody přípravy předepsaných jídel, pokud o nich existuje vůbec nějaká zmínka, jsou též podány s neuvěřitelnou stručností.
Apicius je prvním dochovaným záznamem psané latiny obsahujícím některé specifické hovorové a technické termíny, které očividně patřily řeči lidu a zdědily je moderní jazyky, jako například baiana - druh široké fazole. Obsahuje také běžná latinská slova v neklasických, evidentně hovorových podobách, které jsou předchůdci stejných výrazů v románských jazycích - např. amindala – mandle, gingiber – zázvor.

## Datování
Knihu jako celek je těžké datovat, protože v kuchařských knížkách může mít každý jeden recept svou vlastní historii a některé předpisy mohou být mnohem starší než jiné. Jako orientační bod může sloužit recept na uchování ústřic a zmínka u Athénaia, který takový recept přikládá Apiciovi žijícímu v časech Trajána kolem roku 115 - část sbírky receptů tedy existovala možná už kolem tohoto data. Druhý orientační bod poskytuje svatý Jeroným svými slovy Paxamus et Apicius semper in manibus (Paxamos a Apicius jsou vždy po ruce). Píše toto kolem roku 400, Jeroným nepochybně jmenoval dvě soudobé kuchařky.
K tomu je třeba dodat, že absolutně nic v Apiciovi nenaznačuje existenci křesťanství - například tam nejsou žádná jídla určena pro postní dny, jak to bylo nezbytné a běžné v časech Byzantské říše. A protože křesťanství, již všeobecně rozšířené, se oficiálním náboženstvím římského impéria stalo do poloviny 4. století, je odůvodněný předpoklad, že Apicius, jak jej známe v dnešní podobě, byl zkompletován před tímto časovým horizontem a je zhruba stejný, jak ho znal Jeroným.

## Interpretace
Historický význam Apicia spočívá v tom, že je jakýmsi klíčem k podstatě kuchařského umění v římské říši. Z tohoto hlediska často dosvědčuje to, co známe z jiných písemných pramenů: přináší například recepty na některá jídla, o nichž jsou zmínky v historických textech. Potvrzuje důležitost masa a masných omáček v drahé a nákladné římské kuchyni i používání celého sortimentu exotických a vzácných koření v takových pokrmech. Dokládá určitou zálibu v překvapivých jídlech v duchu zásady, aby nikdo u stolu nepoznal, co vlastně jí (ad mensam nemo agnoscet quid manducet). Kromě rybí omáčky garum (v Apiciovi se používá latinský termín liquamen) jsou nejčastějšími přísadami pepř, libeček, římský kmín, svařený mošt (defrutum), routa vonná, koriandr, med, vinný ocet a olivový olej.
O něco pozdější podobný kulinární text (Vinidariovy výňatky z Apicia) nemá užší spojitost s Apiciem, jak jej známe v dnešní podobě.